# Kwartieren van Saint Lucia
Saint Lucia is bestuurlijk onderverdeeld in elf kwartieren (Engels: quarters).
| #  | Kwartier     | Hoofdstad    | Kaart                      |
| -- | ------------ | ------------ | -------------------------- |
| 1  | Anse-la-Raye | Anse-la-Raye | Districten van Saint Lucia |
| 2  | Castries     | Castries     | Districten van Saint Lucia |
| 3  | Choiseul     | Choiseul     | Districten van Saint Lucia |
| 4  | Dauphin      | Dauphin      | Districten van Saint Lucia |
| 5  | Dennery      | Dennery      | Districten van Saint Lucia |
| 6  | Gros Islet   | Gros Islet   | Districten van Saint Lucia |
| 7  | Laborie      | Laborie      | Districten van Saint Lucia |
| 8  | Micoud       | Micoud       | Districten van Saint Lucia |
| 9  | Praslin      | Praslin      | Districten van Saint Lucia |
| 10 | Soufrière    | Soufrière    | Districten van Saint Lucia |
| 11 | Vieux Fort   | Vieux Fort   | Districten van Saint Lucia |